# Amtsgericht Buckau

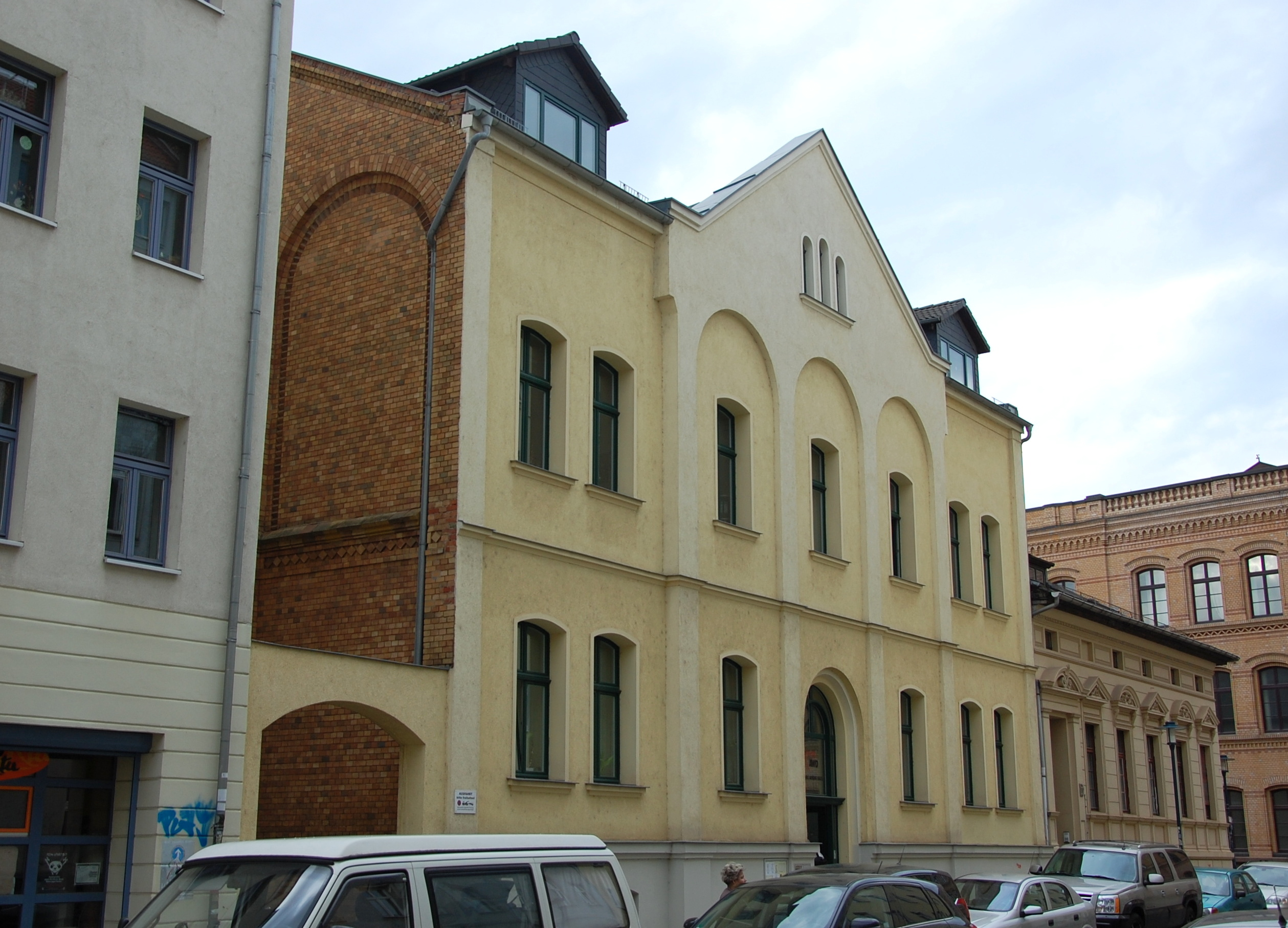
Haus Thiemstraße 12 im Jahr 2014

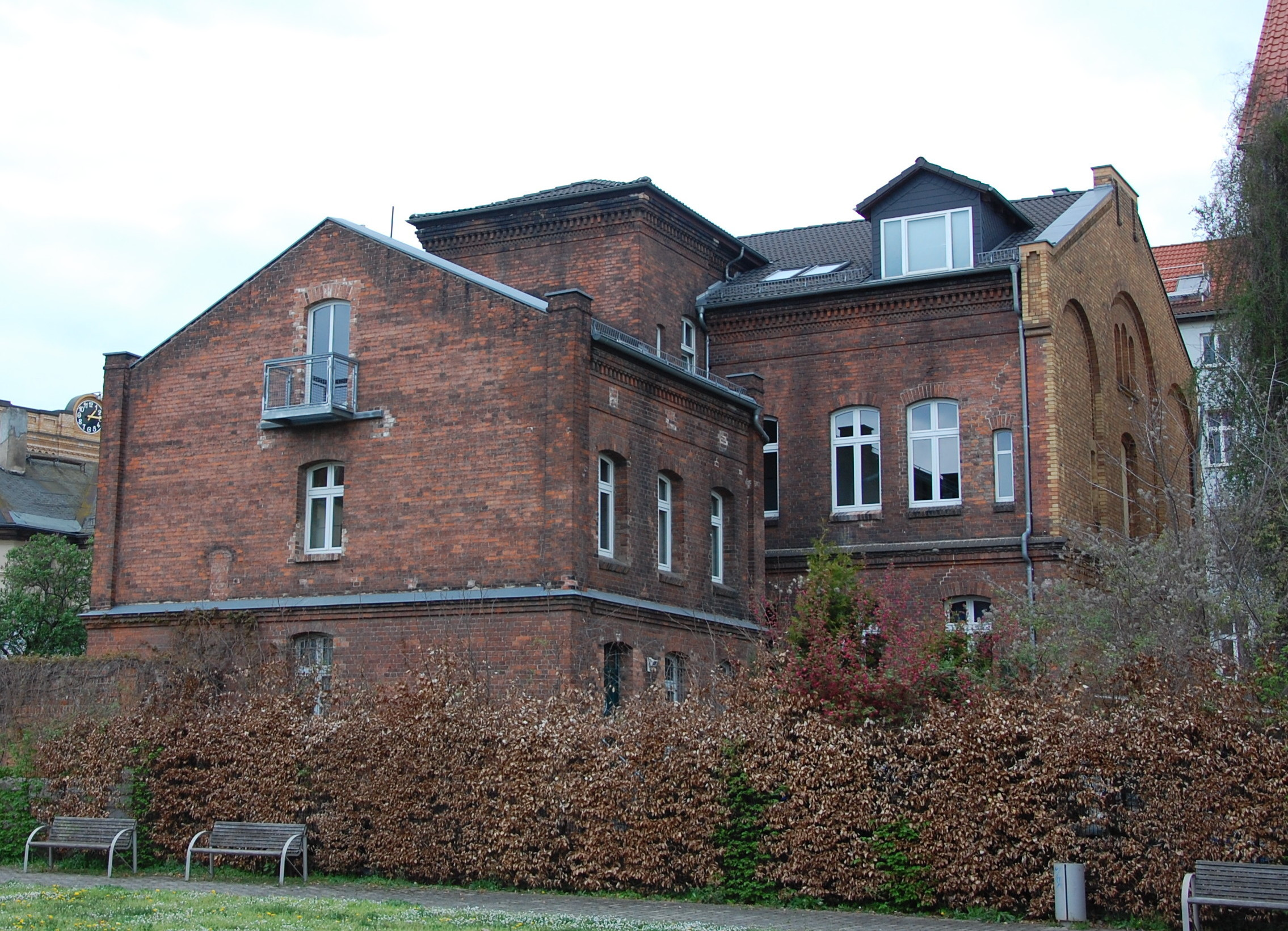
Rückseite

Das Amtsgericht Buckau war ein Amtsgericht in der heute zu Magdeburg gehörenden Stadt Buckau in der damaligen preußischen Provinz Sachsen.

## Geschichte
Von 1849 bis 1879 war das Stadt- und Kreisgericht Magdeburg das zuständige Gericht für Buckau. In den Städten wurden 1849 typischerweise Gerichtskommissionen (das waren Einzelrichter, die vor Ort kleinere Fälle entschieden aber Richter des Kreisgerichtes waren) eingerichtet, da Buckau erst 1858 Stadtrechte erhielt, bestand keine Gerichtskommission Buckau. Im Rahmen der Reichsjustizgesetze wurden 1879 reichsweit einheitlich Oberlandes-, Land- und Amtsgerichte gebildet. Im Jahre 1877 hatte die Stadt Buckau mit Justizbehörden Verhandlungen aufgenommen, um die Tätigkeit von Amtsgerichtskommissionen nach Buckau zu verlegen. Die Einwohnerzahl und Wirtschaftskraft Buckaus hatte sich in verhältnismäßig kurzer Zeit stark gesteigert, da sich der Ort vor den Toren der Stadt Magdeburg von einer ländlich geprägten Gemeinde zu einem wichtigen Industriestandort entwickelte. Im Jahre 1878 waren die Verhandlungen abgeschlossen. Buckau verpflichtete, sich auf eigene Kosten auf einem städtischen Grundstück in der Wilhelmstraße, die heutige Thiemstraße, ein Amtsgerichtsgebäude samt Gefängnis zu errichten und dann für 38.000 Mark an den Justizfiskus zu verkaufen. Der Entwurf des Gerichtsgebäudes erfolgte durch den Magdeburger Baumeister Costenoble und wurde von den Justizbehörden genehmigt. Die Bauausführung oblag dem Buckauer Maurermeister C. A. Schmidt und sollte 51.919,83 Mark kosten. Die Fertigstellung erfolgte vertragsgemäß zum 20. August 1879. Der Bau kostete letztlich 55.567,15 Mark und wurde im September 1879 an die Justiz übergeben. Der Gerichtsbetrieb wurde am 1. Oktober 1879 aufgenommen. Am Gericht bestanden 1880 zwei Richterstellen. Das Amtsgericht war damit ein mittelgroßes Amtsgericht im Landgerichtsbezirk. Man bildete zwei Kommissionen, eine für den Land- und eine für den Stadtbezirk. Der Kommission für den Landbezirk gehörte Amtsgerichtsrat Bernhard Rudolf als aufsichtführender Richter, der Gerichtsschreiber Friedrich Feuerschütz und der Aktuar Adolf Vorberg an. Vorberg ertrank am 23. November 1879 in der Elbe. Seine Funktion übernahm ab 1. Januar 1880 August Knopf. Der Landbezirk umfasste die Orte Dodendorf, Fermersleben, Lemsdorf, Osterweddingen, Salbke, Sohlen und Westerhüsen. Die Kommission für den Landbezirk war auch ausschließlich für General- und Schöffensachen zuständig.
Die Kommission für den Stadtbezirk Buckau wurde vom Amtsgerichtsrat Karl Meinhard als Richter geleitet. Nachdem er 1884 nach Magdeburg versetzt worden war, folgte ihm August Melior nach. Gerichtsschreiber war Hermann Rudorf, Aktuar Gustav Paschen. Darüber hinaus gehörte zum Gericht der Gerichtsdiener und Gefangenenwärter Rudolf Wagner und der Gerichtsvollzieher Eduard Pernutz. Dem Gericht wurden „fuderweise“ Akten übergeben. Bereits am 1. Oktober erschienen Landleute aus Dodendorf, die eine Quittung und Schuldverschreibung aufnehmen lassen wollten. Da die Akten jedoch noch ungeordnet durcheinander lagen, konnte die richtige Akte nicht gefunden werden. Die entsprechende Amtshandlung konnte daher erst am 2. Oktober vorgenommen werden. Die Stadtkommission hatte als ersten Vorgang die Aufnahme einer Klage gegen eine Person aus Buckau zu verzeichnen. Am 13. Oktober 1879 fand eine erste Schöffensitzung in drei Angelegenheiten statt. Schöffen waren der Buckauer Fleischermeister Friedrich North und der aus Osterweddingen stammende Kossat August Herbst. Eine Nutzung des Gefängnisses war erst ab dem 1. November 1879 möglich, da der Bau noch nicht trocken war. Erste Insassin war ein Buckauer Schulmädchen, das wegen des Diebstahls einer Uhr verhaftet worden war. Im Jahre 1881 entstand unmittelbar westlich des Gerichtsgebäudes ein repräsentatives, heute denkmalgeschütztes Wohnhaus für Gerichtsrat Graefe.
Am 1. April 1887 wurde das Amtsgericht bereits wieder aufgehoben. Zu diesem Zeitpunkt wurde auch die Stadt Buckau nach Magdeburg eingemeindet. Der Gerichtsbezirk gehört heute bis auf Dodendorf und Osterweddingen zum Bezirk des Amtsgerichtes Magdeburg.